# One Rainy Afternoon
Pour plus de détails, voir Fiche technique et Distribution.
One Rainy Afternoon est un film américain de Rowland V. Lee, sorti en 1936.

## Synopsis
L'acteur Philippe Martin et Yvonne, une femme mariée envisagent de s'embrasser dans une salle obscure d'un cinéma, mais Philippe s'assoit à une mauvaise place et embrasse Monique, la fille d'un éditeur. Il s'ensuit un scandale absurde.

## Fiche technique
- Réalisation : Rowland V. Lee
- Scénario et dialogues : Stephen Morehouse Avery, Maurice Hanline, Emeric Pressburger, René Pujol
- Producteurs : Jesse L. Lasky, Mary Pickford
- Musique : Alfred Newman
- Directeurs de la photographie : Merritt B. Gerstad, J. Peverell Marley
- Direction artistique : Richard Day
- Costumes : Omar Kiam
- Montage : Margaret Clancey
- Ingénieur du son : Paul Neal
- Société de production : Pickford-Lasky
- Durée : 94 minutes
- Pays : États-Unis
- Langue : Anglais
- Couleur : Noir et blanc
- Format : 1.37 : 1
- Son :Mono (Western Electric Wide Range Noiseless Recording)
- Genre : Comédie sentimentale
- Date de sortie :
  - États-Unis : 13 mai 1936

## Distribution
- Francis Lederer : Philippe Martin
- Ida Lupino : Monique Pelerin
- Hugh Herbert : Toto
- Roland Young : Maillot
- Erik Rhodes : Le comte Alfredo Donstelli
- Joseph Cawthorn : Monsieur Pelerin
- Liev De Maigret : Yvonne, Comtesse Live de Maigret
- Donald Meek : Juge
- Georgia Caine : Cecile
- Murray Kinnell : Directeur du théâtre
- Mischa Auer : Le premier rôle
- Richard Carle : Ministre de la Justice
- Phyllis Barry : Felice, secrétaire de Maillot
- Lois January : Secrétaire de M. Perelin
- Eily Malyon : Présidente de la ligue
- Seger Ellis : Chanteur à l'écran
- Margaret Warner : Chanteuse à l'écran
- Lucille Ward : Geneviève
- Angie Norton : Hortense
- Emilie Cabanne : Sidonie
- Frances Robinson : Clara, la première rôle

## Acteurs non crédités (liste partielle)
- Iris Adrian : La caissière
- Lionel Belmore : Le portier
- Sidney Bracey : George, le majordome d'Alfredo
- Harvey Clark : Le bijoutier
- Billy Gilbert : L'officier de justice
- John Harmon : Reporter
- Harry Myers : Homme au théâtre
- Jack Mulhall : Le présentateur à la patinoire

Rôles mineurs
- Ariane Borg
- Jean Acker
- Kathleen Key
- Florence Lawrence
- Mary MacLaren
- George Periolat
- Tom Ricketts
- Anne Schaefer
- Rosemary Theby
- Vola Vale
- Vera Steadman